# Roman Kosecki
Roman Jacek Kosecki (Piaseczno, 28 febbraio 1966) è un ex calciatore polacco, di ruolo attaccante.
Anche suo figlio Jakub è stato un calciatore.

## Carriera

### Club
Ha giocato nella massima serie dei campionati polacco, turco, spagnolo, francese e statunitense.

### Nazionale
Dal 1988 al 1995 ha giocato 69 partite con la Nazionale polacca.

## Palmarès

### Club
- Coppa di Polonia: 1

Legia Varsavia: 1989-1990
- Supercoppa di Polonia: 1

Legia Varsavia: 1989
- Supercoppa di Turchia: 1

Galatasaray: 1991
- Campionato MLS: 1

Chicago Fire: 1998
- Lamar Hunt U.S. Open Cup: 1

Chicago Fire: 1998

### Individuale
- Plebiscito Piłka Nożna magazine: 1

1994